# Youssouf Tata Cissé
Pour les articles homonymes, voir Cissé.
Youssouf Tata Cissé (né le 4 mars 1935 à San et mort à Paris 14e le 10 décembre 2013) est un ethnologue et un historien malien, spécialiste de la littérature orale du Mali et auteur de nombreux ouvrages portant sur ce sujet. Il fut chercheur au Centre national de la recherche scientifique (CNRS) et enseigna à la Sorbonne.

## Biographie
En 1973, il a soutenu à l'École pratique des hautes études (Paris) une thèse dirigée par Germaine Dieterlen, intitulée Un récit initiatique de chasse Boli-Nyanan. Il consacre une grande partie de sa vie à la découverte, à l'étude et à la préservation du savoir transmis par tradition orale en Afrique de l'Ouest, en coopération avec Wa Kamissoko, nwâra (spécialiste des traditions) et djali (griot) malien.

## Ouvrages
- (avec Germaine Dieterlen) Les Fondements de la société d'initiation du Komo, Paris—La Haye, Mouton et Cie (École pratique des hautes études, VIe section, Sciences économiques et sociales, Cahiers de l'homme, nouvelle série, no 10), 1972.
- (avec Wa Kamissoko) L'Empire du Mali. Un récit de Wâ Kamissoko de Krina ; enregistré, transcrit, traduit [du malinké] et annoté par Youssouf Tata Cissé, Premier Colloque international de Bamako, 1975, Fondation SCOA pour la recherche scientifique en Afrique noire (projet Boucle du Niger), Paris, SCOA, 1975.
- (avec Wa Kamissoko) L'Empire du Mali (2). L'enfance, l'exil, le testament et les funérailles de Maghan Sondyata, les Peuls du Manding. Un récit de Wa Kamissoko de Krina ; enregistré, transcrit, traduit [du malinké] et annoté par Youssouf Tata Cissé, Deuxième colloque international de Bamako, 1976, Fondation SCOA pour la recherche scientifique en Afrique noire (projet Boucle du Niger), Paris, SCOA, 1977.
- (avec Émile Leynaud) Paysans Malinké du Haut Niger [Texte imprimé] : tradition et développement rural en Afrique Soudanaise, Mali, Imprimerie populaire du Mali, 1978.
- (avec Wa Kamissoko) La grande geste du Mali. Des origines à la fondation de l'empire, Paris, Karthala-ARSAN, 1988 (2e édition 2007),  (ISBN 9782865372065)
- (avec Wa Kamissoko) Soundiata ou la gloire du Mali, Paris, Karthala-ARSAN, 1991  (ISBN 9782811102616).
- La confrérie des chasseurs Malinké et Bambara : mythes, rites et récits initiatiques, Nouvelles du Sud, Ivry ; Agence de coopération culturelle et technique, Paris, 1994, 390 p.  (ISBN 2-87931-038-5)
- (avec André Magnin) Seydou Keïta, Zurich—Berlin—New York, Scalo, cop. 1997.
- Tyiwara, Paris, Galerie Ratton-Hourdé, 2001.